# Județul Suceava
Suceava este un județ în nordul regiunii istorice și geografice Moldova, estul Maramureșului și nord-estul Transilvaniei din România la granița cu Ucraina, cea mai mare parte a sa fiind constituită din sudul Bucovinei. Reședința județului este municipiul Suceava, unul dintre cele mai vechi orașe istorice ale României și una dintre fostele capitale ale Principatului Moldovei. Județul Suceava este al doilea cel mai mare județ al României ca suprafață după Județul Timiș, având o suprafață totală de 8.553 km². De asemenea, județul Suceava este al șaptelea județ ca populației în România cu o populație stabilă de 642.551 locuitori, conform recensământului din 2021 (amânat și efectuat în 2022 din cauza pandemiei de COVID-19 în România), având o densitate a populației de 75 de locuitori pe kilometru pătrat.

## Geografie
Două treimi din județ se află în partea sudică a regiunii istorice Bucovina, în timp ce restul include teritorii din vestul Moldovei propriu-zise. În ceea ce privește suprafața totală, județul se întinde pe o suprafață de 8.553 km², al doilea ca mărime după județul Timiș din România.
Partea vestică a județului este formată din munți din grupa Carpaților Orientali: Munții Rodnei, Munții Rarău, Munții Giumalău și Obcinele Bucovinei, acestea din urmă cu înălțimi mai mici. Înălțimea județului scade spre est, cu cea mai mică înălțime pe valea râului Siret. Râurile care traversează județul sunt râul Siret cu afluenții săi: râurile Moldova, Suceava și Bistrița.
Județul Suceava se învecinează cu următoarele alte unități teritorial-administrative:
- Ucraina la nord - Regiunea Cernăuți;
- La sud - județul Mureș (sud-vest), județul Harghita (sud) și județul Neamț (sud);
- Județul Botoșani la est și județul Iași la sud-est;
- Județul Maramureș la nord-vest și județul Bistrița-Năsăud la vest.

Principalele cursuri de apă sunt Siretul (între graniță și Lespezi), Suceava, Moldova (cursul superior și mijlociu) și Șomuzul Mare. Principalele lacuri sunt Dragomirna (lac de acumulare), Fălticeni și Horodniceni (iazuri). Principalele vârfuri muntoase sunt varful Omu Suhard (1932m). vf. Pietrosul Bistriței (1791m), vf. Giumalău (1857m) și vf. Rarău (1651m).

## Istorie
În actualele sale granițe, județul Suceava a fost înființat în 1968, dar existența sa istorică este mult mai veche: a existat deja, mai mare decât în prezent, în cadrul Moldovei medievale (ținutul Sucevei) între 1359 și 1774, iar apoi, mai mic decât în prezent, în cadrul Regatului României între 1918 și 1947 și al Republicii Populare Române, între 1948 și 1952.
De la jumătatea secolului al XIV-lea, actualul județ Suceava a fost nucleul Principatului Moldovei, având ca reședință orașul Suceava din 1388. Voievodul Ștefan cel Mare și succesorii săi pe tronul Moldovei au construit aici mănăstiri, a căror faimă se datorează conservării excepționale a frescelor nu numai în interior, ci și în exterior: Moldovița, Humor, Sucevița, Arbore, Pătrăuți, Probota, Suceava și Voroneț. Cu frescele lor policrome, aceste mănăstiri reprezintă una dintre comorile culturale ale României moderne și o sursă esențială de venit pentru Biserica Ortodoxă Română (BOR).
În următoarele patru secole, teritoriul actualului Județ Suceava a făcut parte din Voievodatul Moldovei, vasal al Imperiului Otoman. A căzut frecvent victimă invaziilor străine, la mâna țarilor, cazacilor, polonezilor, rușilor în 1769 și austriecilor în 1774. Tratatul austro-otoman din 4 mai 1775 a permis Imperiului Habsburgic, mai târziu Imperiul Austriac respectiv Austro-Ungaria, să ocupe și să administreze acest teritoriu până în 1918.
În timpul Primului Război Mondial, aici au avut loc mai multe bătălii între armatele austro-ungare, germane și rusești, iar armata rusă a fost în cele din urmă permanent izgonită în 1917, în timpul Revoluției Ruse. La sfârșitul războiului, Austro-Ungaria s-a destrămat, iar regiunea a fost revendicată de români, care au proclamat reunirea ei cu restul teritoriului Moldovei în cadrul noii Românii, fapt oficializat în anul următor prin Tratatul de la Saint-Germain-en-Laye din 1919. În acel moment, județul a fost redus la un mic teritoriu în jurul orașului Suceava, corespunzând cu Kreis von Sutschawa (i.e., Județul Suceavei, literalmente în traducere din limba germană) creat de ocupanții austrieci. Ulterior în timpul Regatului României, a fost creat Ținutul Suceava care a existat între 1938 și 1940.
În timpul reformelor teritoriale ale României comuniste, județul Suceava a fost desființat în 1952, iar în 1968 a fost reînființat și extins considerabil. Pe acest teritoriu, lupta rezistenței anticomuniste împotriva dictaturii partidului unic a continuat până în 1954. Județul Suceava și-a recăpătat instituțiile democratice (prefect, consiliu județean ales) după căderea dictaturii comuniste din decembrie 1989.

## Demografie
Județul Suceava - evoluția demografică

|  | Graficele sunt indisponibile din cauza unor probleme tehnice. Mai multe informații se găsesc la Phabricator și la wiki-ul MediaWiki. |

Date: Recensăminte sau birourile de statistică - grafică realizată de Wikipedia

Conform recensământului din 2011, populația județului Suceava era de 634.810 locuitori și avea următoarea componență etnică:
Componența etnică a județului Suceava în 2011:
     Români (92,6%)
     Romi (1,91%)
     Ucraineni (inclusiv ruteni) (0,93%)
     Maghiari (0,3%)
     Polonezi (0,3%)
     Ruși lipoveni (0,27%)
     Germani (germani bucovineni, germani regățeni, țipțeri) (0,11%)
     Altă etnie (1,2%)
     Etnie necunoscută (3,65%)
Componența etnică a județului Suceava (compusă din fostele județe interbelice Suceava, Rădăuți și Câmpulung) în 1930:
     Români (64,6%)
     Germani (germani bucovineni și țipțeri) (12,46%)
     Evrei (6,88%)
     Ruteni (5,93%)
     Huțuli (3,3%)
     Maghiari (2,97%)
     Polonezi (1,95%)
     Ruși lipoveni (0,81%)
     Altă etnie (1,1%)
- Români - 92,6%
- Romi - 1,91%
- Ucraineni (inclusiv huțuli) - 0,93%
- Polonezi - 0,3%
- Ruși lipoveni - 0,27%
- Germani (germani bucovineni, țipțeri și germani regățeni) - 0,11%
- Alte comunități etnice - 0,2%
- Etnie necunoscută - 3,65%

| Anul | Perioada istorică        | Stat                               | Populația județului |
| ---- | ------------------------ | ---------------------------------- | ------------------- |
| 1930 | Perioada interbelică     | Regatul României                   | 121.327             |
| 1941 | Al Doilea Război Mondial | Regatul României                   | 128.924 ▲           |
| 1948 | România comunistă        | Republica Populară Română (RPR)    | 439.751 ▲           |
| 1956 | România comunistă        | Republica Populară Română (RPR)    | 507.674 ▲           |
| 1966 | România comunistă        | Republica Socialistă România (RSR) | 572.781 ▲           |
| 1977 | România comunistă        | Republica Socialistă România (RSR) | 633.899 ▲           |
| 1992 | România postdecembristă  | România                            | 701.830 ▲           |
| 2002 | România postdecembristă  | România                            | 688.435 ▼           |
| 2011 | România postdecembristă  | România                            | 634.840 ▼           |
| 2022 | România postdecembristă  | România                            | 642.551 ▲           |

Multe localități din Județul Suceava au terminația „ți” (e.g., Rădăuți, Milișăuți, Pătrăuți, etc.). Terminația indică la plural locuitorii unui sat sau oraș. Același tip de terminații se regăsesc și la aromâni, în sudul Balcanilor dar și în Ucraina, în zone la nord sau la sud de Nistru (e.g., Cernăuți, Cudrinți, Miliuți, Biliuți, etc).

## Turism
Suceava este al zecelea și ultimul județ de pe traseul turistic Via Transilvanica, care începe în Județul Mehedinți, străbate Munții Carpați și Podișul Transilvaniei, și se încheie la Mânăstirea Putna.
Principalele atracții turistice ale județului sunt:
- Orașul Suceava cu fortificațiile sale medievale;
- Bisericile pictate din nordul Moldovei și mănăstirile lor, mai precis:
  - Mănăstirea Voroneț;
  - Mănăstirea Putna;
  - Mănăstirea Moldovița;
  - Mănăstirea Sucevița;
  - Mănăstirea Bogdana din Rădăuți;
  - Mănăstirea Humor;
  - Mănăstirea Arbore;
  - Mănăstirea Probota;
  - Mănăstirea Dragomirna;
- Mina de sare medievală de la Cacica (poloneză Kaczyka);
- Rețeaua de trenuri cu aburi cu ecartament îngust, Mocănița, construită în perioada austriacă, în comuna Moldovița și în alte zone rurale ale județului;
- Stațiunea Vatra Dornei;
- Orașele Rădăuți, Fălticeni, Câmpulung Moldovenesc, Gura Humorului și Siret.

## Heraldică
Este adoptată prin Hotărârea Guvernului nr. 684 din 30 septembrie 1998 și publicată în Monitorul Oficial nr. 416 din 15 octombrie 1998. Stema județului Suceava se compune dintr-un scut albastru cu trei piscuri de munte, pe cel din mijloc aflându-se o cruce, totul de aur; crucea este sprijinită de doi lei de argint, limbați roșu, afrontați, sprijinindu-se cu labele inferioare pe câte un pisc și ținând în labele superioare o coroană voievodală de aur. Evocă cadrul natural în care s-a ctitorit cetatea de scaun a voievozilor Moldovei și atestă statornicia organizării statale.

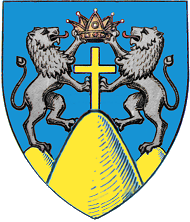
Stema județului Suceava
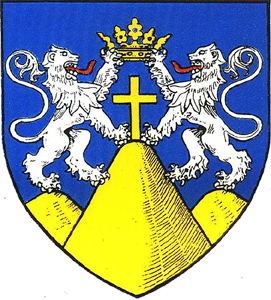
Stema județului Suceava

## Politică și administrație

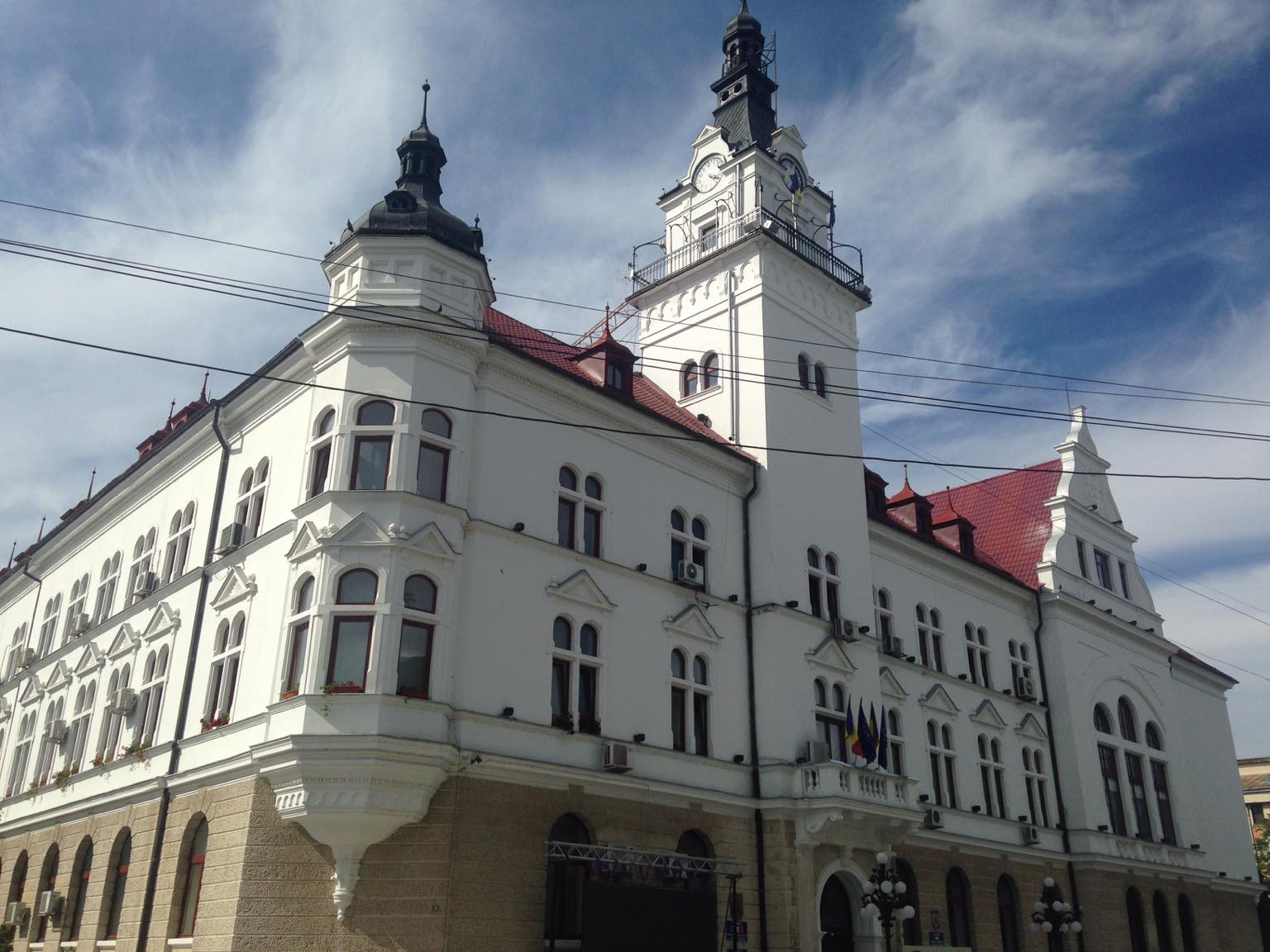
Palatul Administrativ din Suceava văzut/fotografiat în vara lui 2020, sediul Consiliului Județean Suceava și al Prefecturii Suceava, ridicat între anii 1903–1904 după planurile arhitectului austriac Peter Paul Brang.

Județul Suceava este administrat de un consiliu județean format din 36 consilieri județeni și un președinte de consiliu județean.

### 2024–prezent
În urma alegerilor locale din 2024, consiliul județean Suceava este prezidat de Gheorghe Șoldan de la Partidul Social Democrat (PSD), iar componența politică a consiliului județean (CJ) este următoarea:
|  | Partid                                | Consilieri județeni | Componența consiliului județean | Componența consiliului județean | Componența consiliului județean | Componența consiliului județean | Componența consiliului județean | Componența consiliului județean | Componența consiliului județean | Componența consiliului județean | Componența consiliului județean | Componența consiliului județean | Componența consiliului județean | Componența consiliului județean | Componența consiliului județean | Componența consiliului județean | Componența consiliului județean | Componența consiliului județean | Componența consiliului județean |
|  | ------------------------------------- | ------------------- | ------------------------------- | ------------------------------- | ------------------------------- | ------------------------------- | ------------------------------- | ------------------------------- | ------------------------------- | ------------------------------- | ------------------------------- | ------------------------------- | ------------------------------- | ------------------------------- | ------------------------------- | ------------------------------- | ------------------------------- | ------------------------------- | ------------------------------- |
|  | Partidul Social Democrat (PSD)        | 17                  |                                 |                                 |                                 |                                 |                                 |                                 |                                 |                                 |                                 |                                 |                                 |                                 |                                 |                                 |                                 |                                 |                                 |
|  | Partidul Național Liberal (PNL)       | 15                  |                                 |                                 |                                 |                                 |                                 |                                 |                                 |                                 |                                 |                                 |                                 |                                 |                                 |                                 |                                 |                                 |                                 |
|  | Alianța pentru Unirea Românilor (AUR) | 4                   |                                 |                                 |                                 |                                 |                                 |                                 |                                 |                                 |                                 |                                 |                                 |                                 |                                 |                                 |                                 |                                 |                                 |

### 2020–2024

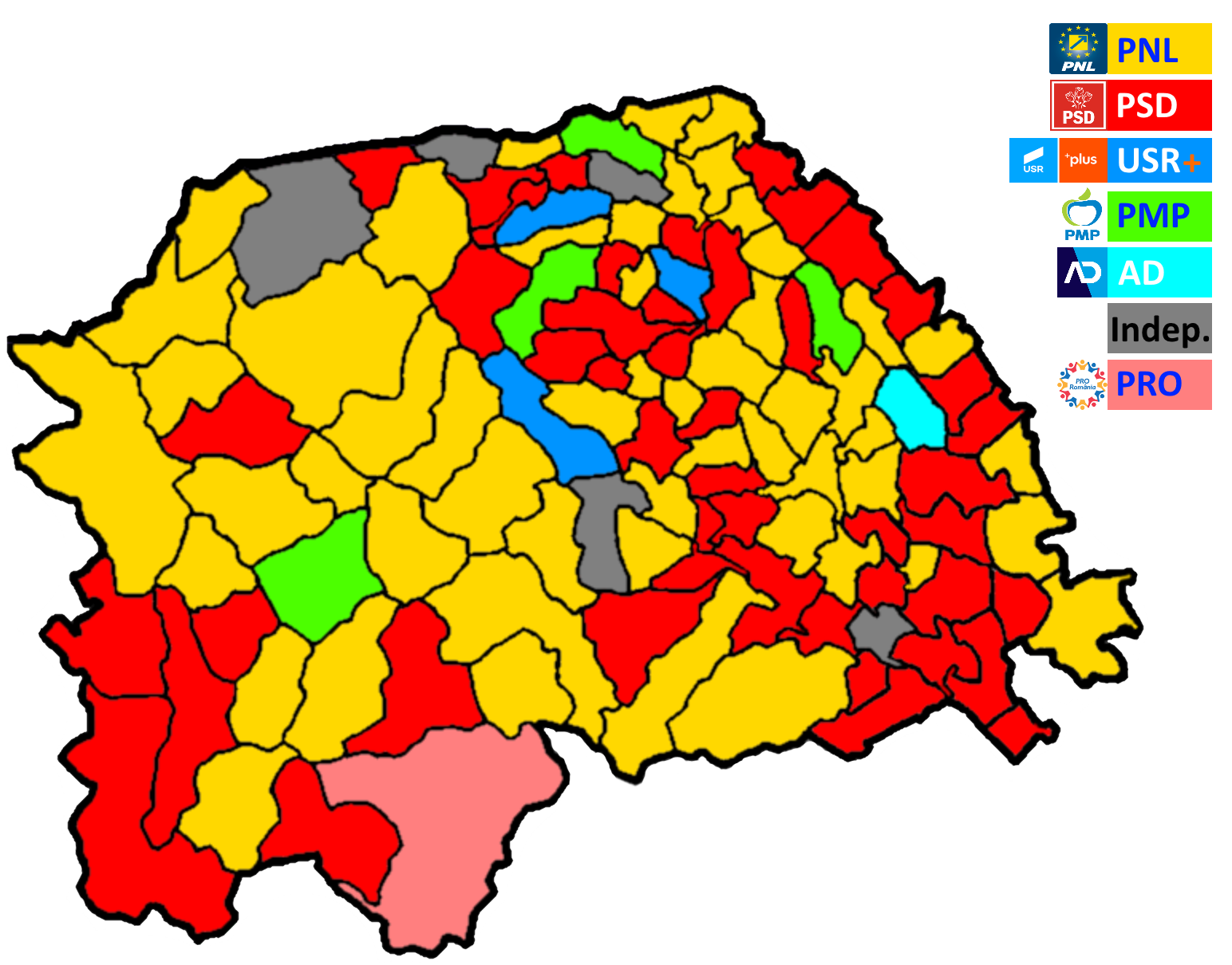
Culoarea politică a primarilor din județul Suceava după ce au avut loc alegerile locale din 2020.

În urma alegerilor locale din 2020, consiliul județean Suceava a fost prezidat de Gheorghe Flutur de la Partidul Național Liberal (PNL), iar componența politică a consiliului județean (CJ) a fost următoarea:
|  | Partid                           | Consilieri județeni | Componența consiliului județean | Componența consiliului județean | Componența consiliului județean | Componența consiliului județean | Componența consiliului județean | Componența consiliului județean | Componența consiliului județean | Componența consiliului județean | Componența consiliului județean | Componența consiliului județean | Componența consiliului județean | Componența consiliului județean | Componența consiliului județean | Componența consiliului județean | Componența consiliului județean | Componența consiliului județean | Componența consiliului județean | Componența consiliului județean |
|  | -------------------------------- | ------------------- | ------------------------------- | ------------------------------- | ------------------------------- | ------------------------------- | ------------------------------- | ------------------------------- | ------------------------------- | ------------------------------- | ------------------------------- | ------------------------------- | ------------------------------- | ------------------------------- | ------------------------------- | ------------------------------- | ------------------------------- | ------------------------------- | ------------------------------- | ------------------------------- |
|  | Partidul Național Liberal (PNL)  | 18                  |                                 |                                 |                                 |                                 |                                 |                                 |                                 |                                 |                                 |                                 |                                 |                                 |                                 |                                 |                                 |                                 |                                 |                                 |
|  | Partidul Social Democrat (PSD)   | 13                  |                                 |                                 |                                 |                                 |                                 |                                 |                                 |                                 |                                 |                                 |                                 |                                 |                                 |                                 |                                 |                                 |                                 |                                 |
|  | Partidul Mișcarea Populară (PMP) | 5                   |                                 |                                 |                                 |                                 |                                 |                                 |                                 |                                 |                                 |                                 |                                 |                                 |                                 |                                 |                                 |                                 |                                 |                                 |

### 2016–2020
În urma alegerilor locale din 2016, consiliul județean Suceava a fost prezidat de Gheorghe Flutur de la Partidul Național Liberal (PNL), iar componența politică a consiliului județean (CJ), atunci cu 37 de consilieri județeni, a fost următoarea:
|  | Partid                          | Consilieri județeni | Componența consiliului județean | Componența consiliului județean | Componența consiliului județean | Componența consiliului județean | Componența consiliului județean | Componența consiliului județean | Componența consiliului județean | Componența consiliului județean | Componența consiliului județean | Componența consiliului județean | Componența consiliului județean | Componența consiliului județean | Componența consiliului județean | Componența consiliului județean | Componența consiliului județean | Componența consiliului județean | Componența consiliului județean | Componența consiliului județean | Componența consiliului județean | Componența consiliului județean | Componența consiliului județean |
|  | ------------------------------- | ------------------- | ------------------------------- | ------------------------------- | ------------------------------- | ------------------------------- | ------------------------------- | ------------------------------- | ------------------------------- | ------------------------------- | ------------------------------- | ------------------------------- | ------------------------------- | ------------------------------- | ------------------------------- | ------------------------------- | ------------------------------- | ------------------------------- | ------------------------------- | ------------------------------- | ------------------------------- | ------------------------------- | ------------------------------- |
|  | Partidul Național Liberal (PNL) | 21                  |                                 |                                 |                                 |                                 |                                 |                                 |                                 |                                 |                                 |                                 |                                 |                                 |                                 |                                 |                                 |                                 |                                 |                                 |                                 |                                 |                                 |
|  | Partidul Social Democrat (PSD)  | 16                  |                                 |                                 |                                 |                                 |                                 |                                 |                                 |                                 |                                 |                                 |                                 |                                 |                                 |                                 |                                 |                                 |                                 |                                 |                                 |                                 |                                 |

### 2012–2016

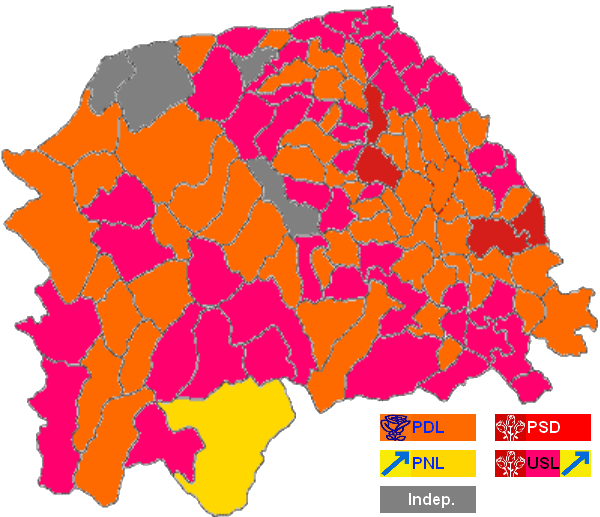
Culoarea politică a primarilor din judetul Suceava după ce au avut loc alegerile locale din 2012.

În urma alegerilor locale din 2012, Cătălin Nechifor de la Uniunea Social-Liberală (USL), reprezentând Partidul Social Democrat (PSD), a fost ales președintele consiliului județean (CJ) Suceava. De asemenea, consiliul județean Suceava a avut următoarea componență politică:
| Partid | Partid                                      | Consilieri județeni | Componența consiliului județean | Componența consiliului județean | Componența consiliului județean | Componența consiliului județean | Componența consiliului județean | Componența consiliului județean | Componența consiliului județean | Componența consiliului județean | Componența consiliului județean | Componența consiliului județean | Componența consiliului județean | Componența consiliului județean | Componența consiliului județean | Componența consiliului județean | Componența consiliului județean | Componența consiliului județean | Componența consiliului județean | Componența consiliului județean |
| ------ | ------------------------------------------- | ------------------- | ------------------------------- | ------------------------------- | ------------------------------- | ------------------------------- | ------------------------------- | ------------------------------- | ------------------------------- | ------------------------------- | ------------------------------- | ------------------------------- | ------------------------------- | ------------------------------- | ------------------------------- | ------------------------------- | ------------------------------- | ------------------------------- | ------------------------------- | ------------------------------- |
|        | Uniunea Social-Liberală (USL)               | 18                  |                                 |                                 |                                 |                                 |                                 |                                 |                                 |                                 |                                 |                                 |                                 |                                 |                                 |                                 |                                 |                                 |                                 |                                 |
|        | Partidul Democrat Liberal (PDL)             | 15                  |                                 |                                 |                                 |                                 |                                 |                                 |                                 |                                 |                                 |                                 |                                 |                                 |                                 |                                 |                                 |                                 |                                 |                                 |
|        | Partidul Poporului – Dan Diaconescu (PP-DD) | 3                   |                                 |                                 |                                 |                                 |                                 |                                 |                                 |                                 |                                 |                                 |                                 |                                 |                                 |                                 |                                 |                                 |                                 |                                 |

### 2008–2012
În urma alegerilor locale din 2008, consiliul județean Suceava a fost prezidat de Gheorghe Flutur de la Partidul Democrat Liberal (PDL), iar componența politică a consiliului județean (CJ) a fost următoarea:
| Partid | Partid                          | Consilieri județeni | Componența consiliului județean | Componența consiliului județean | Componența consiliului județean | Componența consiliului județean | Componența consiliului județean | Componența consiliului județean | Componența consiliului județean | Componența consiliului județean | Componența consiliului județean | Componența consiliului județean | Componența consiliului județean | Componența consiliului județean | Componența consiliului județean | Componența consiliului județean | Componența consiliului județean | Componența consiliului județean | Componența consiliului județean | Componența consiliului județean |
| ------ | ------------------------------- | ------------------- | ------------------------------- | ------------------------------- | ------------------------------- | ------------------------------- | ------------------------------- | ------------------------------- | ------------------------------- | ------------------------------- | ------------------------------- | ------------------------------- | ------------------------------- | ------------------------------- | ------------------------------- | ------------------------------- | ------------------------------- | ------------------------------- | ------------------------------- | ------------------------------- |
|        | Partidul Democrat Liberal (PDL) | 18                  |                                 |                                 |                                 |                                 |                                 |                                 |                                 |                                 |                                 |                                 |                                 |                                 |                                 |                                 |                                 |                                 |                                 |                                 |
|        | Partidul Social Democrat (PSD)  | 14                  |                                 |                                 |                                 |                                 |                                 |                                 |                                 |                                 |                                 |                                 |                                 |                                 |                                 |                                 |                                 |                                 |                                 |                                 |
|        | Partidul Național Liberal (PNL) | 4                   |                                 |                                 |                                 |                                 |                                 |                                 |                                 |                                 |                                 |                                 |                                 |                                 |                                 |                                 |                                 |                                 |                                 |                                 |

### Președinți de consiliu județean și prefecți
Lista președinților consiliului județean din 1992:
- Lista președinților Consiliului Județean Suceava

Lista prefecților din 1990:
- Lista prefecților județului Suceava

## Diviziuni administrative
Județul este format din 114 unități administrativ-teritoriale: 5 municipii, 11 orașe și 98 de comune.
Lista de mai jos conține unitățile administrativ-teritoriale din județul Suceava.
| Stemă              | Nume                  | Tip de localitate            | Populație          | Imagine            |
| Municipii și orașe | Municipii și orașe    | Municipii și orașe           | Municipii și orașe | Municipii și orașe |
| ------------------ | --------------------- | ---------------------------- | ------------------ | ------------------ |
|                    | Câmpulung Moldovenesc | municipiu                    | 16.722             |                    |
|                    | Fălticeni             | municipiu                    | 25.723             |                    |
|                    | Rădăuți               | municipiu                    | 23.822             |                    |
|                    | Suceava               | municipiu reședință de județ | 92.121             |                    |
|                    | Vatra Dornei          | municipiu                    | 14.429             |                    |
|                    | Broșteni              | oraș                         | 5.506              |                    |
|                    | Cajvana               | oraș                         | 6.901              |                    |
|                    | Dolhasca              | oraș                         | 10.298             |                    |
|                    | Frasin                | oraș                         | 5.876              |                    |
|                    | Gura Humorului        | oraș                         | 13.667             |                    |
|                    | Liteni                | oraș                         | 9.596              |                    |
|                    | Milișăuți             | oraș                         | 5.005              |                    |
|                    | Salcea                | oraș                         | 9.015              |                    |
|                    | Siret                 | oraș                         | 7.976              |                    |
|                    | Solca                 | oraș                         | 2.188              |                    |
|                    | Vicovu de Sus         | oraș                         | 13.308             |                    |
| Comune             |                       |                              |                    |                    |
|                    | Adâncata              | comună                       | 4.032              |                    |
|                    | Arbore                | comună                       | 6.719              |                    |
|                    | Baia                  | comună                       | 6.405              |                    |
|                    | Berchișești           | comună                       | 2.849              |                    |
|                    | Bilca                 | comună                       | 3.583              |                    |
|                    | Bogdănești            | comună                       | 3.909              |                    |
|                    | Boroaia               | comună                       | 4.589              |                    |
|                    | Bosanci               | comună                       | 6.719              |                    |
|                    | Botoșana              | comună                       | 2.144              |                    |
|                    | Breaza                | comună                       | 1.512              |                    |
|                    | Brodina               | comună                       | 3.320              |                    |
|                    | Bunești               | comună                       | 2.348              |                    |
|                    | Burla                 | comună                       | 2.111              |                    |
|                    | Bălcăuți              | comună                       | 3.070              |                    |
|                    | Bălăceana             | comună                       | 1.520              |                    |
|                    | Cacica                | comună                       | 3.712              |                    |
|                    | Calafindești          | comună                       | 2.549              |                    |
|                    | Capu Câmpului         | comună                       | 2.214              |                    |
|                    | Ciocănești            | comună                       | 1.384              |                    |
|                    | Ciprian Porumbescu    | comună                       | 1.840              |                    |
|                    | Comănești             | comună                       | 2.094              |                    |
|                    | Cornu Luncii          | comună                       | 6.614              |                    |
|                    | Coșna                 | comună                       | 1.453              |                    |
|                    | Crucea                | comună                       | 1.833              |                    |
|                    | Cârlibaba             | comună                       | 1.717              |                    |
|                    | Dolhești              | comună                       | 3.502              |                    |
|                    | Dorna Candrenilor     | comună                       | 2.827              |                    |
|                    | Dorna-Arini           | comună                       | 2.841              |                    |
|                    | Dornești              | comună                       | 3.926              |                    |
|                    | Drăgoiești            | comună                       | 2.349              |                    |
|                    | Drăgușeni             | comună                       | 2.422              |                    |
|                    | Dumbrăveni            | comună                       | 7.480              |                    |
|                    | Dărmănești            | comună                       | 5.228              |                    |
|                    | Forăști               | comună                       | 4.451              |                    |
|                    | Frumosu               | comună                       | 3.220              |                    |
|                    | Frătăuții Noi         | comună                       | 5.736              |                    |
|                    | Frătăuții Vechi       | comună                       | 4.394              |                    |
|                    | Fundu Moldovei        | comună                       | 3.594              |                    |
|                    | Fântâna Mare          | comună                       | 2.237              |                    |
|                    | Fântânele             | comună                       | 4.848              |                    |
|                    | Grămești              | comună                       | 3.032              |                    |
|                    | Grănicești            | comună                       | 4.440              |                    |
|                    | Gălănești             | comună                       | 2.573              |                    |
|                    | Horodnic de Jos       | comună                       | 2.003              |                    |
|                    | Horodnic de Sus       | comună                       | 5.136              |                    |
|                    | Horodniceni           | comună                       | 3.283              |                    |
|                    | Hârtop                | comună                       | 2.269              |                    |
|                    | Hănțești              | comună                       | 3.607              |                    |
|                    | Iacobeni              | comună                       | 1.842              |                    |
|                    | Iaslovăț              | comună                       | 3.163              |                    |
|                    | Ilișești              | comună                       | 2.761              |                    |
|                    | Ipotești              | comună                       | 5.635              |                    |
|                    | Izvoarele Sucevei     | comună                       | 2.063              |                    |
|                    | Marginea              | comună                       | 8.552              |                    |
|                    | Mitocu Dragomirnei    | comună                       | 4.438              |                    |
|                    | Moara                 | comună                       | 4.384              |                    |
|                    | Moldova-Sulița        | comună                       | 1.865              |                    |
|                    | Moldovița             | comună                       | 4.970              |                    |
|                    | Mușenița              | comună                       | 1.871              |                    |
|                    | Mălini                | comună                       | 6.306              |                    |
|                    | Mănăstirea Humorului  | comună                       | 3.233              |                    |
|                    | Ostra                 | comună                       | 3.009              |                    |
|                    | Panaci                | comună                       | 2.159              |                    |
|                    | Poiana Stampei        | comună                       | 2.077              |                    |
|                    | Poieni-Solca          | comună                       | 1.629              |                    |
|                    | Pojorâta              | comună                       | 2.908              |                    |
|                    | Preutești             | comună                       | 6.725              |                    |
|                    | Putna                 | comună                       | 3.569              |                    |
|                    | Pârteștii de Jos      | comună                       | 2.778              |                    |
|                    | Păltinoasa            | comună                       | 4.909              |                    |
|                    | Pătrăuți              | comună                       | 4.567              |                    |
|                    | Râșca                 | comună                       | 5.052              |                    |
|                    | Rădășeni              | comună                       | 3.575              |                    |
|                    | Sadova                | comună                       | 2.285              |                    |
|                    | Satu Mare             | comună                       | 3.594              |                    |
|                    | Siminicea             | comună                       | 2.710              |                    |
|                    | Slatina               | comună                       | 4.821              |                    |
|                    | Straja                | comună                       | 5.094              |                    |
|                    | Stroiești             | comună                       | 3.304              |                    |
|                    | Stulpicani            | comună                       | 5.904              |                    |
|                    | Sucevița              | comună                       | 2.762              |                    |
|                    | Todirești             | comună                       | 5.259              |                    |
|                    | Udești                | comună                       | 7.566              |                    |
|                    | Ulma                  | comună                       | 2.007              |                    |
|                    | Vadu Moldovei         | comună                       | 3.993              |                    |
|                    | Valea Moldovei        | comună                       | 3.838              |                    |
|                    | Vama                  | comună                       | 5.426              |                    |
|                    | Vatra Moldoviței      | comună                       | 4.099              |                    |
|                    | Verești               | comună                       | 6.289              |                    |
|                    | Vicovu de Jos         | comună                       | 5.925              |                    |
|                    | Voitinel              | comună                       | 4.387              |                    |
|                    | Volovăț               | comună                       | 4.952              |                    |
|                    | Vulturești            | comună                       | 3.395              |                    |
|                    | Zamostea              | comună                       | 2.849              |                    |
|                    | Zvoriștea             | comună                       | 6.124              |                    |
|                    | Șaru Dornei           | comună                       | 3.972              |                    |
|                    | Șcheia                | comună                       | 9.577              |                    |
|                    | Șerbăuți              | comună                       | 2.847              |                    |

## Personalități

Bucovina de Sud în cadrul județului Suceava

- Ștefan cel Mare, domnitor al Moldovei, om de stat
- Anca Simona Maierean, din comuna suceveană Comănești, care a devenit prima femeie din România care a zburat cu un avion supersonic militar, de tip MIG 21 Lancer.
- Anastasie Crimca, mitropolit, ctitorul Mânăstirii Dragomirna
- Ion Nistor (1876-1962) – istoric, profesor universitar la Universitățile din Viena, Cernăuți și București, rector al Universității din Cernăuți, membru al Academiei Române (1911), director al Bibliotecii Academiei Române, fruntaș al Partidului Național Liberal, fost ministru de stat, reprezentând Bucovina, apoi, succesiv, ministru al Lucrărilor Publice, al Muncii și, în final, al Cultelor și Artelor.
- Dosoftei Barilă, cărturar , mitropolit , poet și traducător
- Ion Grămadă, scriitor
- Adolf Ludwig Staufe-Simiginowicz, scriitor
- Mircea A. Diaconu (n. 2 octombrie 1963, Boroaia, Suceava), critic literar, filolog, profesor universitar român  la Universitatea „Ștefan cel Mare” , membru al Uniunii Scriitorilor din România și decan al Facultății de Litere și Științe ale Comunicării al aceleași universiăți.
- Elena Greculesi, pictor
- Emanuel Diaconescu, profesor universitar, membru corespondent al Academiei Române
- Norman Manea, scriitor
- Mircea Motrici, prozator, ziarist
- Ioan Nemeș, profesor, om de știință
- Frieda Wigder, profesor de chimie, director al Liceului "Petru Rareș", Suceava
- Dumitru Rusu, pictor
- Mircea Dăneasa, pictor
- Emil Satco, istoric
- Ion G. Sbiera, folclorist și istoric literar român, membru fondator (1866) al Academiei Române
- Alex Ștefănescu, critic literar
- Dimitrie Loghin, pictor, profesor
- Sofia Vicoveanca, cântăreață de muzică populară
- Elena Pădure – cântăreață de muzică populară
- Ciprian Porumbescu (n. 14 octombrie 1853 - d. 6 iulie 1883), compozitor
- Simeon Florea Marian, folclorist și etnograf român, preot, membru titular al Academiei Române
- Gheorghe Panaiteanu-Bardasare, pictor, grafician și pedagog
- Grigore Ursu, pictor și grafician
- George Löwendal, sau George (Baron de) Löwendal (1897-1964), pictor, poet, scenograf, actor, maestru de balet, etc.
- Anca Parghel, cântăreață și profesoară de jazz
- Nicolae Labiș, poet născut în comuna Mălini
- IPS Teodosie, Arhiepiscop al Tomisului, (n. 12 decembrie 1955, Gheorghițeni, comuna Dorna Arini), Arhiepiscop al Tomisului, Decan al Facultății de Teologie Ortodoxă Constanța, doctor în teologie, profesor universitar, membru corespondent al "Academiei Oamenilor de Știință" din noiembrie 2003, ctitor al Mănăstirii "Acoperământul Maicii Domnului" din Gheorghițeni, comuna Dorna Arini. În decembrie 2002, a primit decorația  "Steaua Romaniei in Grad de Cavaler"
- Dorin Goian, fotbalist
- Calinic Miclescu (1822-1886), Mitropolit al Moldovei și Mitropolit primat al Ungrovlahiei